# 베이즈 추정량
결정 이론과 추정 이론에서 베이즈 추정량(영어: Bayesian estimator)은 함수의 사후 예측 값을 최대화하거나 손실 함수의 사후 예측 값을 최소화하기 위한 추정량 또는 결정 규칙이다. (사전 확률 참조)